# Marq Torien
Marq Torien (Los Angeles, 22 settembre 1961) è un cantante, chitarrista heavy metal statunitense noto per essere il frontman dei BulletBoys.
Ha partecipato anche ad altri gruppi come Ratt, Kagny & the Dirty Rats, King Kobra, Sexual Chocolate, Ten-Cent Billionaires.

## Biografia
In origine Marq esordì come chitarrista nei Ratt, tra il giugno e l'ottobre del 1982. Con la band non registrò alcuna incisione, e suonò solo per un breve periodo a sostituzione di Jake E.Lee, che all'epoca fondò, con altri ex membri dei Ratt, i Rough Cutt. Dopo l'esperienza nei Ratt, Torien partecipò ad un'audizione per entrare nella band di Ozzy Osbourne dopo la morte di Randy Rhoads, ma fallì. In seguito incise un album con una band di New York, i Kagny & the Dirty Rats pubblicando il disco Thunder (in my Heart) nel 1983.
Nel 1986 entrò per un breve periodo nei King Kobra di Carmine Appice nel ruolo di cantante a sostituzione di Mark Free. Torien, assieme a Mick Sweda e Loni Black (altri due membri dei King Kobra), decisero poi di abbandonare i King Kobra nello stesso 1986, e formare pochi mesi dopo i BulletBoys. Prima di lasciare il gruppo, Torien, Sweda e Black incisero con la formazione alcune demo (di cui il brano "Kissin' Kitty" venne ripreso dai BulletBoys e inserito nel debutto). Nel 1986 nacquero i BulletBoys, che vennero completati dal giovane batterista Jimmy D'Anda. La band pubblicò alcuni album col quale riuscirono a costruirsi la fama attorno a Los Angeles, fino al declino del pop metal nei primi anni '90. Dopo ciò, la formazione originale dei BulletBoys si sciolse, ma Torien volle continuare il progetto e reclutò altri membri negli anni successivi. I nuovi BulletBoys non ottennero mai un rilevante successo, e pubblicarono un album sulla scia dell'alternative rock, genere in voga in quegli anni.
Nel 1997 Marq venne contattato da alcuni membri dei Love/Hate per completare un loro album che non riuscirono a terminare a causa dell'abbandono di alcuni componenti, tra cui il cantante Jizzy Pearl. Torien partecipò al loro album Livin' Off Layla in qualità di cantante.
Nel 1998 Torien annunciò una nuova formazione dei BulletBoys di cui fece parte per un breve periodo anche l'ex batterista dei Guns N'Roses Steven Adler. Dopo diversi cambi di formazione negli anni, Torien e compagni pubblicarono nel 2003 il quinto album, a cui partecipò come ospite d'eccezione, l'ex cantante dei Skid Row Sebastian Bach. Torien, negli anni, porta ancora avanti il progetto BulletBoys, rimanendo l'unico membro originale.
Oltre ad aver intrapreso un progetto chiamato Ten-Cent Billionaires, Torien partecipò come ospite in diversi album, come nel brano "87 Days" (scritto da lui stesso) contenuto nel disco degli Enuff Z'Nuff Welcome to Blue Island (2003). Egli compare anche nella raccolta dei King Kobra The Lost Years (1999), contenente vecchie tracce demo.

## Discografia parziale

### Con i BulletBoys
Album in studio
- 1988 - BulletBoys
- 1991 - Freakshow
- 1993 - Za-Za
- 1995 - Acid Monkey
- 2003 - Sophie
- 2009 - 10c Billionaire

Live
- 2007 - Behind the Orange Curtain

Raccolte
- 2000 - Burning Cats and Amputees
- 2005 - Freakshow/Za-Za
- 2006 - Smooth Up in Ya: The Best of the Bulletboys

Altri album
- 1983 - Kagny & the Dirty Rats - Thunder (In My Heart)
- 1996 - Cherry St. - Monroe
- 1997 - Love/Hate - Livin' Off Layla
- 1999 - King Kobra - The Lost Years
- 2003 - Enuff Z'Nuff - Welcome to Blue Island
- 2005 - King Kobra - Number One
- 2008 - George Lynch - Scorpion Tales

Tribute album
- 1999 - Humanary Stew: A Tribute to Alice Cooper
- 1999 - Van Halen Tribute: Hot for Remixes
- 2000 - Covered Like a Hurricane: A Tribute to the Scorpions
- 2001 - Bulletproof Fever: A Tribute to Ted Nugent
- 2001 - Livin' on a Prayer: A Tribute to Bon Jovi
- 2002 - A Tribute to Journey
- 2005 - Tribute to the Scorpions: Six Strings, Twelve Stings